# Chimichanga
Chimichanga (/tʃɪmiˈtʃæŋɡə/; tiếng Tây Ban Nha: [tʃimiˈtʃaŋɡa]) là một loại burrito chiên ngập dầu phổ biến trong nền ẩm thực Tex-Mex (Texan + Mexican), Tây Nam Mỹ. Món ăn thường được chuẩn bị bằng cách nhồi vào bánh tortilla với nhiều loại nguyên liệu khác nhau, thông thường là gạo, pho mát, đậu, machaca (thịt khô), carne adobada (thịt ướp gia vị), carne seca (thịt bò khô), thịt gà xé, sau đó gói lại. Sau đó chiên ngập dầu và có thể ăn kèm với salsa, guacamole, kem chua hay phô mai.